# Отавио Фарнезе (1598 – 1643)
Вижте пояснителната страница за други личности с името Отавио Фарнезе.
Отавио Фарнезе (на италиански: Ottavio Farnese; * 20 декември 1598, Парма, Херцогство Парма и Пиаченца; † 1643, пак там) е италиански аристократ, владетел на Борго Сан Донино, Фиоренцуола, Вал ди Нуре, Леонеса, Читадукале, Монтереале, Пене, Кампли, Ортона, Алтамура, Кастеламаре и Рокагулиелма от 1607 до 1620 г., временен престолонаследник на херцогството. Заради заговор е жвърлен в затвора от баща си Ранучо I, където умира 21 г. по-късно. 

## Произход
Той е извънбрачен син на Ранучо I Фарнезе (* 1569; † 1622), херцог на Парма и Пиаченца, и на метресата му Бризеиде Черетоли, дъщеря на полковник Отавио. Има една сестра:
- Изабела (* 1602), съпруга на Джулио Чезаре Колона

Има и девет природени братя и сестри от брака на баща си, сред които Одоардо I, херцог на Парма и Пиаченца от 1622 г., Мария Катерина и  Витория, и двете херцогини на Модена и Реджо като съпруги на Франческо I д’Есте, и Франческо Мария, кардинал.

## Биография

### Живот в двора
Отгледан е в Боргоново от Изабела Фарнезе, съпруга на Алесандро Сфорца. Не познава майка си, която баща му омъжва през 1599 г. за А. Карисими.  
През 1600 г. Ранучо I се жени за Маргерита Алдобрандини, племенница на папа Климент VIII. Бракът изглежда безплоден, така че Ранучо, за да осигури наследник на херцогството, вика в Парма Отавио и го узаконява и признава за свой наследник през 1605 г. Херцогът изпраща посланици в Мадрид и Виена, за да засили позициите на Отавио. Понеже резултатите са незадоволителни, на 22 юли 1607 г. на Отавио е дадена обширна територия, която включва област в рамките на държавата на Фарнезе, до голяма степен взета от семействата Палавичини и Ничели (Борго Сан Донино, Фиренцуола и Вал ди Нуре), и друга също толкова обширна в Кралство Неапол с градовете Леонеса, Читадукале, Монтереале, Пене, Кампли, Ортона, Алтамура, Кастеламаре и Рока Гулиелма, наследство от неговата прабаба Маргарита Австрийска.  
През 1608 г. Отавио започва да бъде въвеждан в изкуството на управлението и получава задачата да приеме някои германски посланици. Междувременно получава отлично образование. Живее сред удобствата на двореца, но практически изолиран. Освен учене, рицарски упражнения и религиозни практики не му оставя свободно време за отдих или почивка. Понякога му дават разрешение да ходи на партита, но винаги в компанията на баща си. Учи наука при йезуитите Марио Бетини и Дарио Тамбурини, немски език при Винченцо Баларино, рисуване при известния художник Джован Батиста Троти, известен като Малосо, и при гравьора Франческо Виламена и калиграфия при Дж. Франческо Бондоло. Само на 14 години неговите учители го преценяват за способен да даде публична демонстрация на наученото: в продължение на три дни през юни 1613 г. той поддържа голям брой тези върху етиката и натурфилософията в катедралата на Парма пред огромна аудитория, сред които изтъкнати доктори по философия и богословие. Тезите и отговорите са публикувани от Антео Виоти в прекрасен том с ценни гравюри на Виламена по рисунки на Малосо.  

### Отнемане на позициите
През 1610 г. херцогиня Маргарита успява да роди син на име Александро. Детето обаче е глухонямо и следователно не може да заеме престола в бъдеще. На 28 април 1612 г. обаче тя ражда друг син – Одоардо. Ранучо, след десет години брак, се оказва със законно потомство и следователно признава Одоардо за свой наследник на мястото на Отавио. Отавио, който внезапно става неудобен, е отстранен от активната политика и са направени опити да му се намери различно бъдеще. Той подкрепя, с надеждата да успее да се еманципира, предложението за брак с Поликсена Мария Ланди. Сватбеният проект, който би позволил мирно разрешаване на вековния проблем, произтичащ от конфискацията от Фарнезе на земите на графовете Ланди, не е осъществен поради омразата, която разделя двете семейства по тази причина. Отавио разбира, че рано или късно ще се опитат да го насочат към църковната кариера, за която не чувства призвание. Поисква разрешение да предприеме военна кариера, далеч от Парма. Ранучо I му отказва, защото се страхува, че чужденците, и по-специално испанците, могат да намерят у него династичен претекст да нападнат херцогството.
През 1620 г. херцогът, в резултат на клаузите, съдържащи се в брачния договор между принц Одоардо и Маргарита де Медичи, официално отменя феодалните инвеститури, предоставени на Отавио през 1607 г. След това той официално инструктира кардинал Одоардо Фарнезе да се опита да му даде църковна длъжност, за която би бил готов да плати до 12 000 скуди. 22-годишният Отавио откровено изразява опозицията си срещу кардинала. В отговор е третиран още по-сурово. 

### Заговорник и затвор
В този момент Отавио решава да се разбунтува. Тайно успява да възобнови преговорите за брака си благодарение на посредничеството на губернатора на Милано. Така успява да постигне споразумение, според което граф Филипо Ланди ще му даде ръката на дъщеря си Поликсена със зестрата на древните феодални владения, отнети от семейството му от херцозите на Парма, а Отавио ще се обяви за поданик на Испания. Това би бил истински държавен преврат. Все пак Отавио, страхувайки се да бъде разкрит, се колебае. Накрая новото отнемане на феодите му, постановено от херцога на 16 юни 1621 г., го убеждава, че баща му го подозира. На 21 юни 1621 г. той бяга от Парма, възнамерявайки да стигне до Милано. Придружен от няколко души, пътува по маршрут, който обхваща Реджо, Модена, Болоня, Ферара, Венеция, Падуа, Виченца и Верона. В района на Мантуа, когато е близо до миланската граница, е спрян през юли от патрул на семейство Гонзага, които се споразумяват с Ранучо I да му върнат сина при гаранция за помилване. Това стана след два месеца затвор. 
Отавио е приет отново в двора на 15 октомври 1621 г. с обещанието, че ще му бъде позволено да прави с живота си каквото си иска. Най-накрая той получава възможността да се постави на служба при императора. Въпреки това, веднага щом новината за помирението се разпространява, през януари 1622 г. двама от неговите другари в бягството, надявайки се на лични облаги, разкриват съдържанието на преговорите с Ланди, което Отавио благоразумно е премълчал. След като се консултира с кардинал Одоардо, Ранучо I арестува сина си и го прехвърля в затвора Рокетa. Шокиран, натъжен и неспособен да разбере причините за това предателство, херцогът почива малко след това, на 5 март. Кардинал Одоардо, регент, страхувайки се, че те могат да скрият претенции към държавата, отхвърля молбите за милост на съседните принцове, които скоро забравят за Отавио. Отавио безуспешно се опитва да бяга през 1624 г., ранявайки пазач. Нов процес прави по-строго задържането му: той е лишен от всякаква възможност да общува с външния свят и е възпрепятстван да се придвижва, дори да отиде да получи евхаристията без придружител. 
През 1626 г. научава за смъртта на кардинал Одоардо, а през 1628 г. – и за женитбата на полубрат си херцог Одоардо. Въпреки амнистията по случая той остава в затвора. През юни 1630 г. пише писмо, за да моли за милост херцога. Ехото от оплакванията му стига чак до Мадрид. Всъщност през 1634 г. граф-херцог Г. де Оливарес заплашва Одоардо, че ако не спре антииспанските си нагласи, ще му отнеме короната и ще я даде на Отавио. 
44-годишният Отавио умира през 1643 г. след двадесет и една години, прекарани в затвора. 